# Argulus chesapeakensis
Argulus chesapeakensis is een visluizensoort uit de familie van de Argulidae. De wetenschappelijke naam van de soort is voor het eerst geldig gepubliceerd in 1971 door Cressey.